# Calau-malhado-grande
Calau-malhado-grande ou calau-bicórnio (Buceros bicornis) também conhecido como tucano-da-malásia, é uma espécie de ave coraciiforme da família Bucerotidae, de aspecto inconfundível, que habita as selvas existentes entre o noroeste da Índia e a península malaia, e na ilha de Sumatra.

## Descrição
O macho é ligeiramente maior que a fêmea. A subespécie Buceros bicornis homrai pode chegar a até 1,30 m com uma envergadura de 1,80 m e um peso de 3 kg. A plumagem é em preto e branco: pescoço, peito, de partes da cabeça e as listras transversais são brancas nas asas. A cauda também é branca com uma faixa preta transversal em sua parte central. O bico é grande e curvo para baixo (até 30 cm nos machos e 25 nas fêmeas). A estrutura córnea existente sobre o bico em amarelo-ouro decora e auxilia na ressonância. O grito potente e o voo barulhento são características do calau bicórnio.

## Subespécies
- Buceros bicornis bicornis, Linnaeus, 1758 - Tailândia, Malásia
- Buceros bicornis homrai, Hodgson, 1832 - Índia e Sudeste Asiático

## Galeria

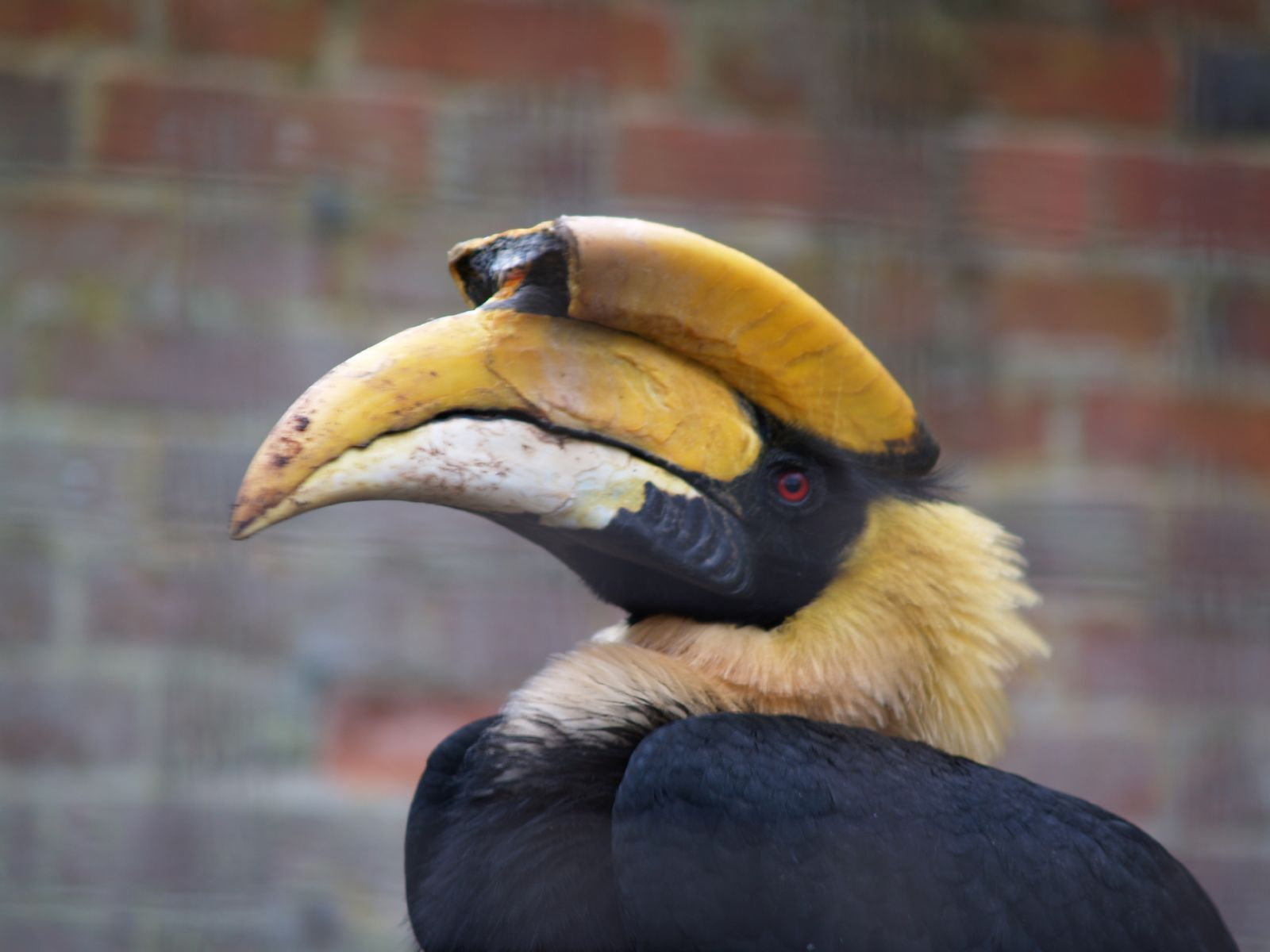
Buceros bicornis no Parque Cotswold, Oxfordshire, Inglaterra
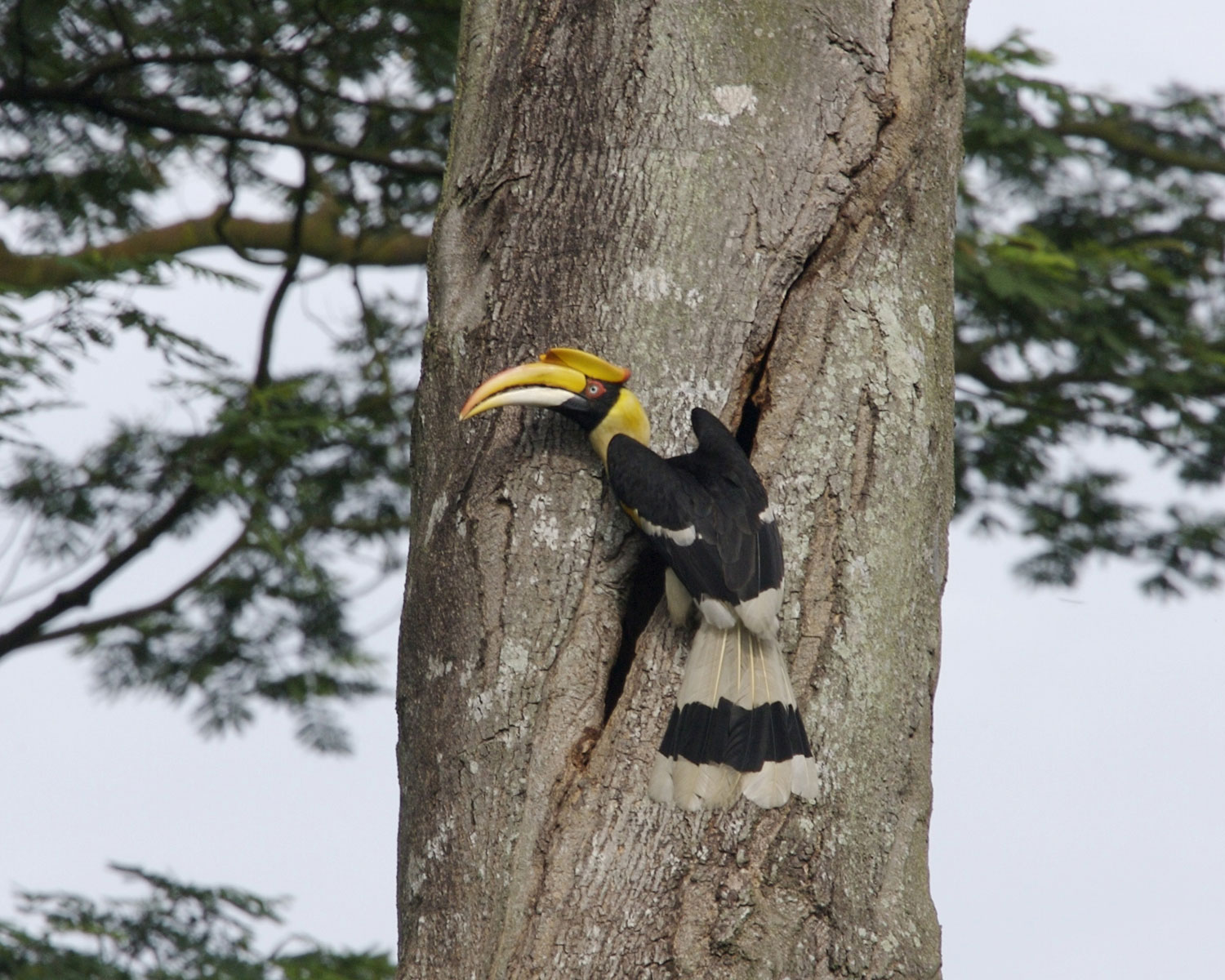
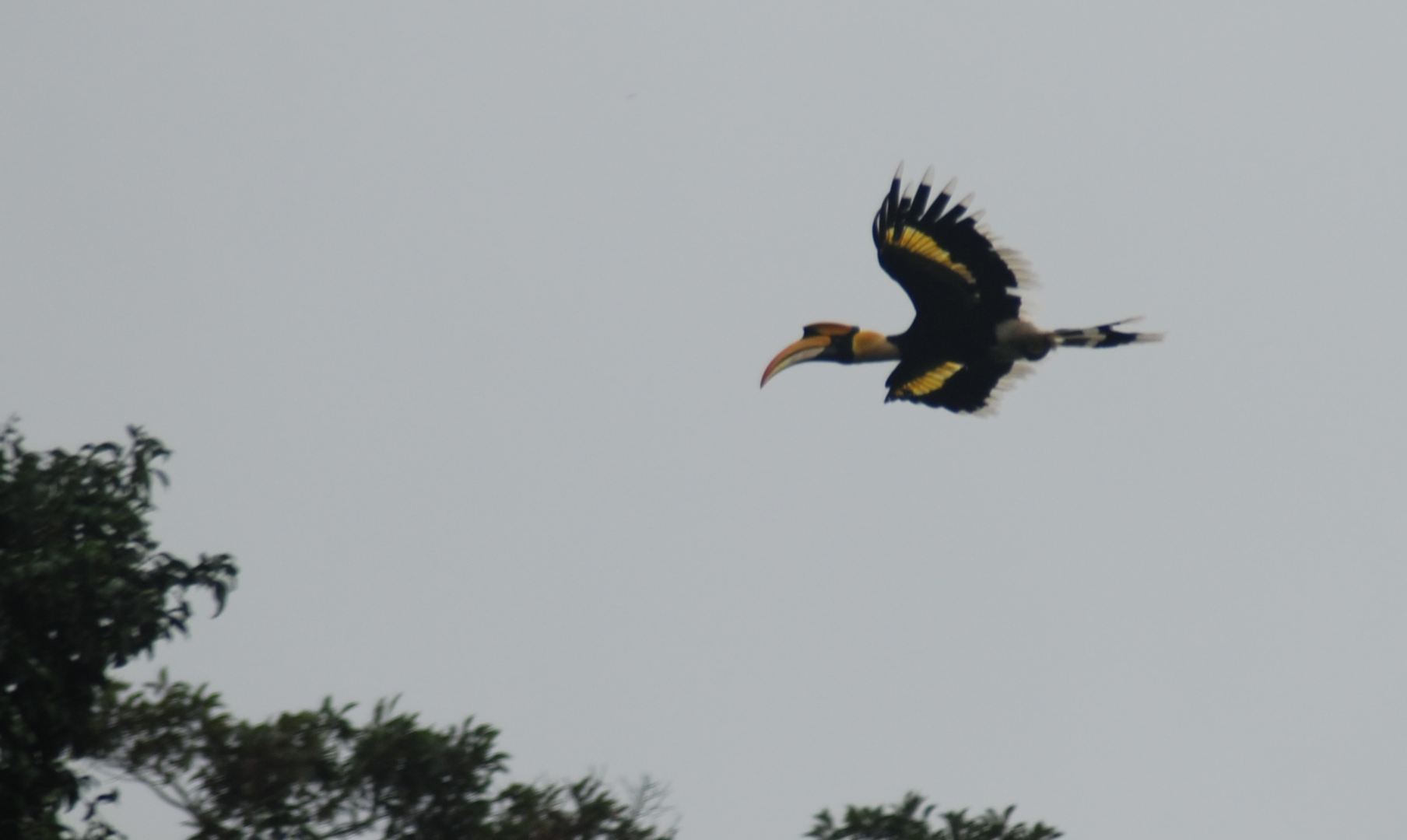